# Etmopterus dislineatus
Etmopterus dislineatus es una especie de pez de la familia Dalatiidae en el orden de los Squaliformes.

## Morfología
Los machos pueden alcanzar 44,8 cm de longitud total.

## Reproducción
Es ovovivíparo.

## Hábitat
Es un pez de mar y de aguas profundas que vive entre 590-800 m de profundidad.

## Distribución geográfica
Se encuentra en el Mar del Coral y Queensland (Australia ).